# Guidan Galadima (Aguié)
Guidan Galadima (auch: Gidan Galadima) ist ein Dorf in der Stadtgemeinde Aguié in Niger.

## Geographie
Das Dorf befindet sich rund elf Kilometer südwestlich des urbanen Zentrums von Aguié, der Hauptstadt des gleichnamigen Departements Aguié, das zur Region Maradi gehört. Zu den Siedlungen in der näheren Umgebung von Guidan Galadima zählen Guidan Tangno im Nordosten, Malam Daweye und Guidan Chinaou im Südosten sowie Guidan Doutchi im Südwesten.
Guidan Galadima ist Teil der Übergangszone zwischen Sahel und Sudan. Die durchschnittliche jährliche Niederschlagsmenge beträgt hier zwischen 400 und 500 mm.

## Bevölkerung
Bei der Volkszählung 2012 hatte Guidan Galadima 3934 Einwohner, die in 488 Haushalten lebten. Bei der Volkszählung 2001 betrug die Einwohnerzahl 2783 in 354 Haushalten und bei der Volkszählung 1988 belief sich die Einwohnerzahl auf 2380 in 333 Haushalten.
Die Bevölkerungsdichte in diesem Gebiet ist für nigrische Verhältnisse hoch. In Guidan Galadima wird die Sprache Hausa gesprochen.

## Wirtschaft und Infrastruktur
Das Gebiet der Ebenen im südlichen Teil der Region Maradi, in dem Guidan Galadima liegt, ist von einer anhaltenden Degradation der ackerbaulichen Flächen gekennzeichnet, die mit der hohen Bevölkerungsdichte in Zusammenhang steht. Im Dorf ist ein Gesundheitszentrum des Typs Centre de Santé Intégré (CSI) vorhanden. Es gibt eine Schule.